# Петър Славейков
Петър Лозанов Славейков е български географ и университетски преподавател, професор.

## Биография
Петър Славейков е роден на 5 юни 1956 г. в град Шумен. Средно образование получава в 32 СОУ „Свети Климент Охридски“. През 1984 г. завършва История и География на населението в СУ „Св. Кл. Охридски“, а през 2006 г. Право във ВТУ „Св. св. Кирил и Методий“. Защитава докторат през 1991 г. В периода 2003 – 2011 г. е декан на Геолого-географския факултет на Софийския университет. От 2007 година е професор. През 2012 – 2013 г. е председател на Селскостопанската академия.
Член е на Българското географско дружество, Съюза на учените в България, Научно-техническия съюз и др. От 2006 г. е президент на Балканската географска асоциация, експерт е в Националния статистически институт, автор и участник в много регионални и международни проекти. Негови научни статии са превеждани на английски, полски, сръбски, публикувани са в научни списания и сборници в Германия, Полша, Люксембург, Финландия и др. Един от водещите български специалисти по проблемите на регионалното развитие. Владее английски, руски и сърбохърватски език.